# Liste von Musikhochschulen und Konservatorien in der Volksrepublik China
In dieser Liste von Musikhochschulen und Konservatorien in der Volksrepublik China  sind Musikhochschulen und Konservatorien in der Volksrepublik China gelistet.

## Übersicht
- Zentrales Konservatorium 中央音乐学院 (Peking)
- Chinesisches Konservatorium 中国音乐学院 (Peking)
- Shanghai Konservatorium 上海音乐学院 (Shanghai)
- Gesellschaftsskonservatorium 社会音乐学院 (Peking)
- Shenyang Konservatorium 沈阳音乐学院 (Shenyang)
- Sichuan Konservatorium 四川音乐学院 (Sichuan)
- Tianjin Konservatorium 天津音乐学院 (Tianjin)
- Xi’an Konservatorium 西安音乐学院 (Xi’an)
- Xinghai Konservatorium 星海音乐学院 (Guangzhou)
- Pekinger Akademie für Moderne Musik 北京现代音乐研修学院 (Peking)
- Wuhan Konservatorium 武汉音乐学院 (Wuhan)